# Château Jalou
Le château Jalou de Geu ou castel Jaloux ou castet Gelos est un château datant du XIVe siècle.

## Localisation
Le château est situé sur la commune de Geu, en vallée de Castelloubon dans le département français des Hautes-Pyrénées en région Occitanie. Il est implanté sur un piton rocheux au nord de la commune, on accède aux ruines par le chemin qui part de l'arrière de l'église Saint-Martin. 

## Histoire
Le château appartenait à un fils puîné de la Vicomté de Lavedan. 
Il fut occupé à la suite du traité de Brétigny de 1373 à 1404, par le parti anglais avec Jean de Béarn, alors gouverneur du château de Lourdes, puis par Arnauton (Arnaout) du Lavedan, sénéchal de la Bigorre. Il tomba en ruine lors du départ des Anglais qui avait pris le soin de le démanteler pour le rendre inutilisable. Il ne fut jamais restauré. Une restauration fut envisagée en 1593, par le vicomte du Lavedan, Jean-Jacques de Bourbon, mais les habitants du cru s’y opposèrent.
Le tremblement de terre de 1660, a probablement achevé sa destruction comme le château de Castelloubon à Ourdis-Cotdoussan. Le dernier relevé date de 1866, il a été fait par Anthyme Saint-Paul, qui a réalisé un plan édité dans le bulletin monumental en 1867.

## Description
C'etait certainement l'un des plus vastes châteaux de la région, mais aussi l'un des plus endommagés. De nos jours, il reste vraiment peu de chose de cet ancien et puissant castel. Le dernier élément conservé est la porte d'entrée, fermée par une barre coulissante flanquée de deux contreforts en applique ; cette porte est surmontée d’une fenêtre à coussiège.
Il était organisé comme suit : au sud-ouest : la basse-cour, au nord-est : la haute cour, à l'est : les communs et au nord : le donjon habitable.

## Galerie d'images

Sélection de vues du château
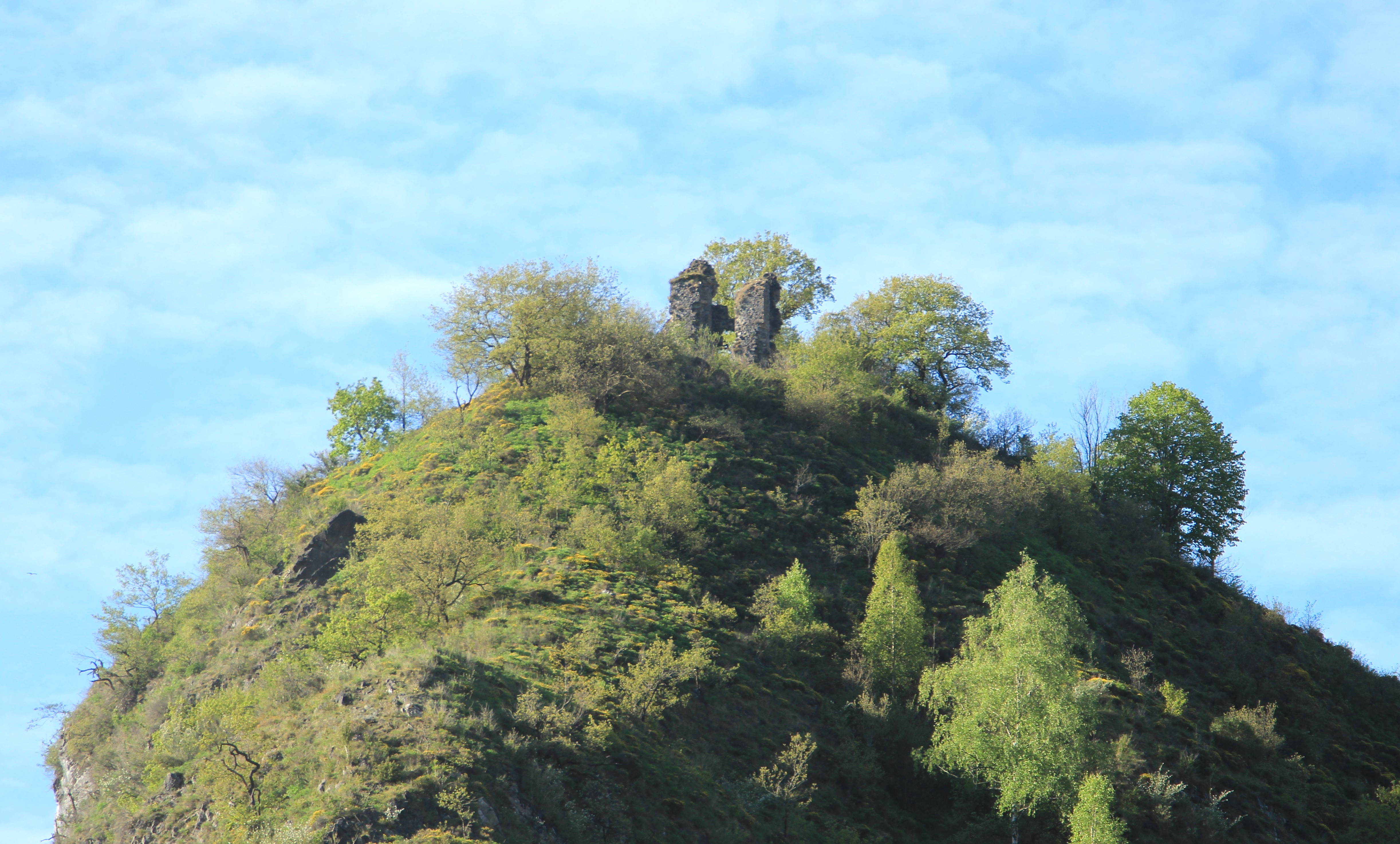
Vue des ruines.
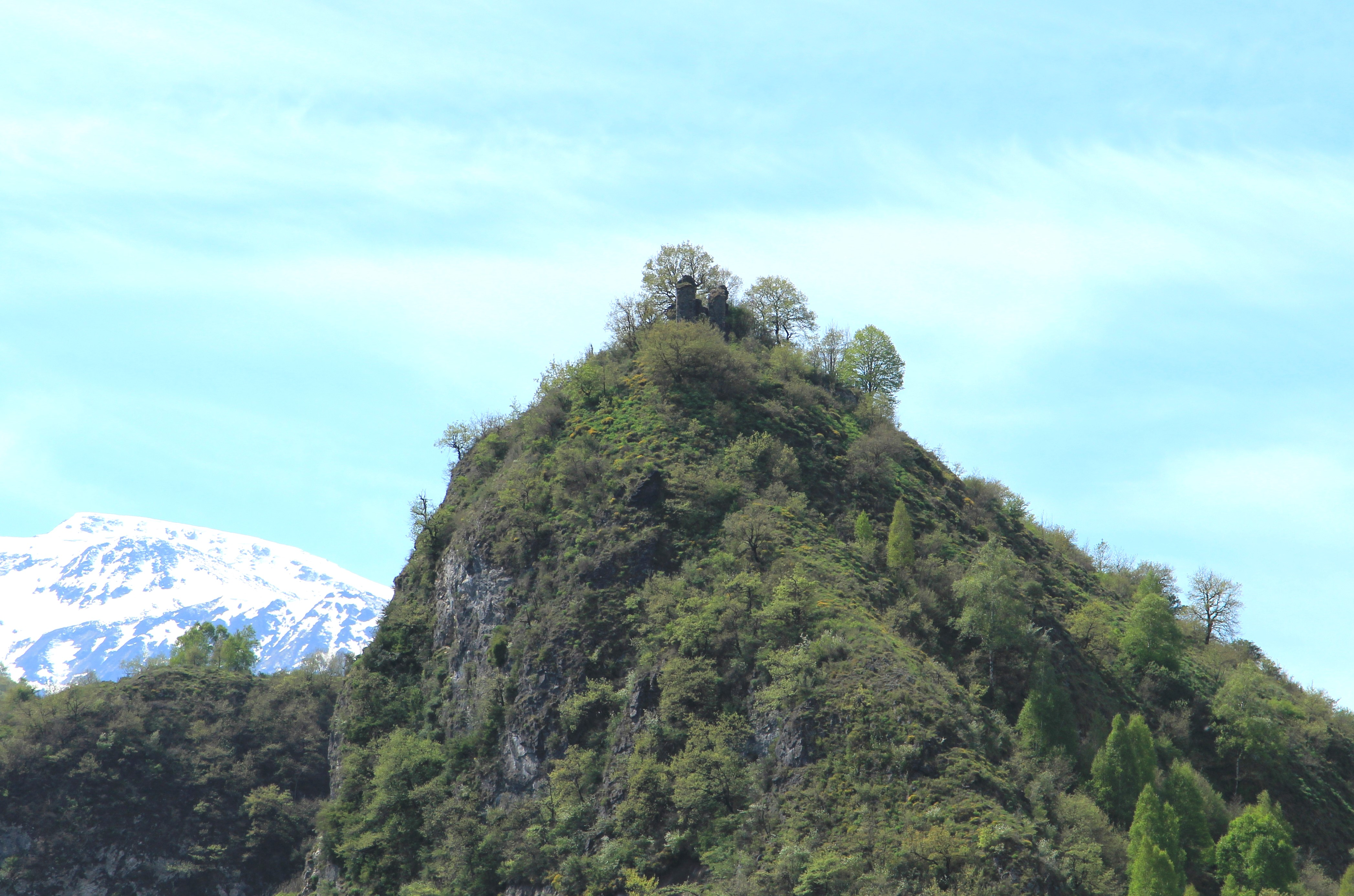
Vue du piton.